# Bodianus diplotaenia
Bodianus diplotaenia là một loài cá biển thuộc chi Bodianus trong họ Cá bàng chài. Loài này được mô tả lần đầu tiên vào năm 1862.

## Từ nguyên
Từ định danh của loài được ghép bởi hai từ trong tiếng Hy Lạp cổ đại: diploos ("gấp đôi) và tainia ("dải băng"), hàm ý đề cập đến hai hàng sọc đen trên cơ thể của cá con và cá cái.

## Phạm vi phân bố và môi trường sống
Từ vịnh California, B. diplotaenia được ghi nhận trải dài đến miền bắc Chile, bao gồm tất cả các hòn đảo ngoài khơi, bao gồm đảo Clarion, quần đảo Revillagigedo, đảo Clipperton, đảo Cocos và quần đảo Galápagos.
Môi trường sống của B. diplotaenia là gần những rạn san hô và đá ngầm ở độ sâu đến ít nhất là 76 m, nhưng cũng được tìm thấy ở khu vực có nền đáy cát và có nhiều loài thực vật thủy sinh, đôi khi gần các cửa sông và đầm phá ven biển.

## Mô tả
B. diplotaenia có chiều dài cơ thể tối đa được ghi nhận là 76 cm. Cá đực trưởng thành có màu xanh lục lam (trừ vùng cằm có màu trắng) và một dải sọc màu vàng ở giữa thân. Đầu có bướu lớn ngay giữa mắt. Thùy đuôi cùng các tia vây sau của vây lưng và vây hậu môn rất dài. Cá cái có màu nâu đỏ, chuyển thành vàng ở thân sau và đuôi. Thân có hai dải sọc ngang màu đen đứt đoạn. Cá con có hai sọc đen tương tự cá cái, nhưng cơ thể có màu vàng hoàn toàn.
Số gai ở vây lưng: 12; Số tia vây ở vây lưng: 10–11; Số gai ở vây hậu môn: 3; Số tia vây ở vây hậu môn: 12; Số tia vây ở vây ngực: 17.

## Sinh thái học
Thức ăn của B. diplotaenia là những loài thủy sinh không xương sống như nhuyễn thể, cua, sao biển đuôi rắn và cầu gai. Chúng sống đơn độc hoặc có thể hợp thành các nhóm nhỏ (gồm vài cá thể). Vào ban đêm, B. diplotaenia ẩn mình trong các hang hốc, khe đá để nghỉ ngơi.
B. diplotaenia là một loài lưỡng tính tiền nữ, tức cá cái có thể chuyển đổi giới tính thành cá đực. Loài này sinh sản theo cặp, cá đực bảo vệ lãnh thổ tạm thời trong thời kỳ sinh sản của chúng.
Cá con được đánh bắt bởi những người thu mua cá cảnh.

### Trích dẫn
- Martin F. Gomon (2006). "A revision of the labrid fish genus Bodianus with descriptions of eight new species" (PDF). Records of the Australian Museum, Supplement. Quyển 30. tr. 1–133. ISSN 0812-7387.